# Bakartxo Tejeria
Bakartxo Tejeria   (Sant Sebastià, 28 de març de 1971) advocada i política basca, ha estat parlamentària i presidenta del Parlament Basc durant quatre legislatures.
És llicenciada en Dret per la Universitat del País Basc/Euskal Herriko Unibertsitatea. Ha treballat com a advocada i com a jutge de pau. Està casada i té quatre fills.
Va iniciar la carrera política com a regidora a l'Ajuntament de Villabona i després en fou escollida alcaldessa. Ha estat parlamentària al Parlament Basc per la circumscripció de Guipúscoa des de 2001.
Elegida presidenta del Parlament Basc representant el PNB en la votació del 20 novembre de 2012, ha estat reelegida en les successives legislatures de 2016, 2020 i 2024, arribant a ser la persona que més temps ha estat presidenta del Parlament Basc.